# Sarbogadas
Der Dolmen von Sarbogadas ist einer von etwa 100 Dolmen auf Sardinien. Er liegt nahe einem Flusslauf südlich von Birori in der Provinz Nuoro.
Der aus vier großformatigen Platten erstellte Dolmen ist ein weitgehend erhaltener klassischer Dolmen, bei dem die 0,7 m dicke mit grauen und roten Flechten überzogene Deckenplatte auf drei Tragsteinen ruht. Unmittelbar daneben liegen Megalithen unbekannter Funktion. Etwa 650 m entfernt liegt das Gigantengrab von Lassia. In der Nähe liegen die Dolmen Arbu 1 + 2
Andere gut erhaltene Beispiele sind:
- Dolmen von Luras
- Motorra
- S’Ena ’e sa Vacca
- Sa Coveccada